# Георги Марков (музикант)
Вижте пояснителната страница за други личности с името Георги Марков.
Георги Марков е български рок музикант, барабанист на група „Щурците“, към която се присъединява през 1974 година по покана на Петър Гюзелев и Кирил Маричков.

## Биография
През 1991 г. заедно с Георги Минчев, Иван Лечев, Ивайло Крайчовски и Гюзелев основават рок група „Стари муцуни“.
През 2010 г. е удостоен с орден „Св. св. Кирил и Методий“ първа степен за особено големите му заслуги в областта на културата и изкуството.
Марков е женен, с две деца – дъщеря и син, Георги Марков – младши, който също е барабанист.
След кратко боледуване умира на 1 април 2025 година (на 73-годишна възраст).